# Veselka (Trhové Sviny)
Veselka je malá vesnice, část města Trhové Sviny v okrese České Budějovice v Jihočeském kraji. Nachází se asi 5,5 kilometru severozápadně od Trhových Svinů. Veselka leží v katastrálním území Jedovary o výměře 1,92 km².

## Historie
První písemná zmínka o vesnici pochází z roku 1692.

## Obyvatelstvo
| Rok            | 1869 | 1880 | 1890 | 1900 | 1910 | 1921 | 1930 | 1950 | 1961 | 1970 | 1980 | 1991 | 2001 | 2011 | 2021 |
| -------------- | ---- | ---- | ---- | ---- | ---- | ---- | ---- | ---- | ---- | ---- | ---- | ---- | ---- | ---- | ---- |
| Počet obyvatel | 66   | 49   | 50   | 50   | 33   | 40   | 30   | 23   | 23   | 11   | 9    | 7    | 7    | 5    | 5    |
| Počet domů     | 9    | 9    | 8    | 8    | 8    | 8    | 8    | 8    | 8    | 5    | 5    | 8    | 8    | 8    | 8    |

## Obecní správa
Při sčítání lidu v letech 1850–1935 Veselka byla osadou obce Ostrolovský Újezd v okrese České Budějovice (v letech 1890–1910 Budějovice). V letech 1935–1943 byla osadou obce Jedovary v okrese České Budějovice. V letech 1943–1945 byla osadou obce Strážkovice, ale v letech 1945–1960 byla znovu osadou obce Jedovary, se kterým patřila nejprve do okresu České Budějovice, ale v roce 1950 v okrese Trhové Sviny a od roku 1960 opět v okrese České Budějovice. Od 12. června 1960 do 31. prosince 1975 byla samostatnou obcí v okrese České Budějovice. Od 1. ledna 1976 je částí města Trhové Sviny v okrese České Budějovice. 
Od 12. června 1960 do 31. prosince 1975 k obci patřily Jedovary, Rankov a Todně, od 12. června 1960 do 30. června 1975 Ostrolovský Újezd a od 14. června 1964 do 31. prosince 1975 také Čeřejov a Otěvěk.

## Pamětihodnosti
- Památkově chráněná usedlost čp. 2
- Na severozápadě vesnice se nachází řopík z roku 1938.